# Tivat
Tivat (crnogor. ćiril. Тиват, tal. Teodo) je gradić i središte općine u Crnogorskom primorju - Boki kotorskoj, Crna Gora.

## Zemljopis
Nalazi se na istočnoj obali Boke kotorske, u prvom njenom dijelu, Tivatskom zaljevu. Istočno su uzvisine Kalac (396), Popova glava (584), Kurilo (678), Velji grm (533), i Vrmac (Sv. Ilija, 765; Čisti vrh, 516). Uz obalu su sjeverno Donja Lastva i Opatovo nakon kojih je tjesnac Verige, južno uz obalu su Župa, Mrčevac i Tivatsko polje. Južno su pličina Kaliman kod istoimene uvale, otočići Gospa, Sv. Marko i Otok cvijeća. Dalje prema jugu su Krtoli i poluotok Luštica.

## Naseljena mjesta
Bogdašići,
Bogišići,
Donja Lastva,
Đuraševići,
Gornja Lastva,
Gošići,
Krašići,
Lepetani,
Milovići,
Mrčevac,
Radovići i 
Tivat.

## Povijest
Izvorištem razvoja današnjega urbaniziranog Tivta je naselje Crni Plat.
Latinizirano ime Theodo se prvi pojavljuje u povijesnim vrelima 1326. godine, a 1331. godine zapisan je i genitivni oblik Tiveti koji upućuje na današnje ime. Tivat se razvio iz srednjovjekovnog naselja Crnoga Plata, koji se spominje u Kotorskom statutu iz 14. stoljeća. To mjesto nastalo uz crkvu svetoga Srđa, svetoga Nikole i svetoga Dimitrija iz 1431. godine. U Crnome Platu se 1431. spominje i crkva svetoga Šimuna i Jude. Naziv Crni Plat izlazi iz uporabe krajem 18. stoljeća te ga je zamijenio naziv Tivat.

## Stanovništvo
Po posljednjem službenom popisu stanovništva iz 2011. godine, općina Tivat imala je 13.630 stanovnika, raspoređenih u 12 naseljenih mjesta, odnosno šest mjesnih zajednica: Lepetane, Lastva-Seljanovo, Tivat, Gradiošnica, Krašići, Krtoli.
Nacionalni sastav:
- Crnogorci - 4.666 (33,25 %)
- Srbi - 4.435 (31,61%)
- Hrvati - 2.304 (16,42 %)
- nacionalno neopredijeljeni - 1.275 (9,09 %)
- ostali - 1.351 (9,09 %)

Vjerski sastav (po popisu 2003.):
- pravoslavni - 8.907 (65,34 %)
- katolici - 3.106 (22,78 %)
- ostali - 460 (3,37 %)
- neopredijeljeni - 783 (5,74 %)
- ne vjeruju - 247 (1,81 %)
- nepoznato - 127 (0,96 %)

### Austrougarski popisi stanovništva 1880. – 1910.
| Kretanje brojke stanovnika u Tivtu tijekom austrijskih popisa stanovništva 1880. – 1910. |       |       |       |       |
| godina                                                                                   | 1880. | 1890. | 1900. | 1910. |
| Tivat                                                                                    | 698   | 768   | 1073  | 1882  |
| katolici                                                                                 |       |       |       | 1785  |
| pravoslavni                                                                              |       |       |       | 062   |
| ostali                                                                                   |       |       |       |       |

### Nacionalni sastav po naseljenim mjestima, 2003.
Apsolutna etnička većina:
██ Srbi
██ Hrvati
Relativna etnička većina:
██ Srbi
██ Crnogorci
██ Hrvati
| Nacionalni sastav stanovništva općine Tivat, po naseljenim mjestima, prema popisu iz 2003. |        |       |           |        |                 |        |
| naseljeno mjesto                                                                           | ukupno | Srbi  | Crnogorci | Hrvati | neopredijeljeni | ostali |
| Bogdašići                                                                                  | 48     | 6     | 10        | 28     | 3               | 1      |
| Bogišići                                                                                   | 184    | 63    | 43        | 37     | 18              | 23     |
| Gornja Lastva                                                                              | 6      | -     | 1         | 2      | 2               | 1      |
| Gošići                                                                                     | 208    | 126   | 43        | 5      | 21              | 13     |
| Donja Lastva                                                                               | 733    | 136   | 187       | 362    | 19              | 29     |
| Đuraševići                                                                                 | 503    | 253   | 84        | 4      | 76              | 86     |
| Krašići                                                                                    | 151    | 37    | 41        | 31     | 25              | 17     |
| Lepetani                                                                                   | 194    | 59    | 50        | 63     | 14              | 8      |
| Milovići                                                                                   | 76     | 44    | 5         | 6      | 6               | 15     |
| Mrčevac                                                                                    | 1500   | 500   | 546       | 195    | 84              | 175    |
| Radovići                                                                                   | 560    | 288   | 128       | 22     | 69              | 53     |
| Tivat                                                                                      | 9,467  | 3,248 | 2,944     | 1,908  | 780             | 551    |
| ukupno                                                                                     | 13,630 | 4,796 | 4082      | 2663   | 1117            | 972    |

## Kultura

### Kazališta
Ljetna pozornica

### Manifestacije
Festival mediteranskog teatra Purgatorije

### Spomenici i znamenitosti
Barokne palače Grgurevina, Dančulovina, kuća Verona u Račici, kompleks Bizanti u Župi, kompleks Buća-Luković.
Klupe sjećanja u čast istaknutih glumaca koji su obilježili Purgatorije.

### Muzeji i galerije
- Muzej i galerija Tivat
- Zbirka pomorskog nasljeđa Porto Montenegro[6]

### Ostalo
1970-ih i 1980-ih Tivat je imao neke od prvih školovanih umjetnika koji su se usmjerili prema oživljavanju tivatske likovne scene. 1976. godine bila je izložba Likovnog salona Tivat na kojoj je izlagalo sedam umjetnika. Bio je to prvi likovni salon u Tivtu. Prvi školovani slikari bili su Anton Pean i Miljenko Sindik. Srednjovjekovni kompleks Buća-Luković početkom osamdesetih godina stavljen je u funkciju kulture. U prostorima kompleksa planirani su galerija i muzejska zbirka, što je bio prvi pomak u likovnom životu grada, jer dotad umjetnici nisu imali gdje pokazati svoja djela. Iz višegodišnjeg druženja službeno je 1983. godine osnovano je Likovno društvo Tivat, koje je svake godine tradicionalno izlagalo 13. srpnja. Članovi Društva su bili umjetnici znani likovnoj kritici i publici: Miljenko Sindik, Anton Pean, Ivica Aranđus, Ljubomir Popadić, Momčilo Macanović, Stevan Krivokapić, Milanka Serdanović, Ivan Knežević i drugi. Ondašnji INDOK Centar, Galerija Buća i zajednica u Tivtu pomogla je društvu. Tivatska likovna scena obrađena je u monografiji Tivatski slikari.
Centar za kulturu Tivat (kuća Gracije Petovića).
8. rujna 2015. predstavljena je na festivalu Purgatorije u Tivtu monografija Tivatski slikari u izdanju Matice Boke. Sadrži opus opusa 20 tivatskih umjetnika. Donosi biografije, kritičke osvrte i reprodukcije slika autora koji su obilježili i obilježavaju tivatsku likovnu scenu - Anta Peana, Miljenka Sindika, Ivana Kneževića, Ljubomira Popadića, Momčila Macanovića, Ivice Aranđusa, Borisa Dragojevića, Zorana Krute, Hane Mirkov, Borisa Papovića, Milice Rajčević, Andree Ivande Rocheaux, Vladimira Jovićevića, Tanje Matković, Dragana Peričića, Boža Prodanovića, Milanke Sredanović, Rade Ivanković, Vasa Stanjevića i Zorana Mujbegovića. Monografiju su priredili Željko Komnenović, Vesna Barbić, Mirko Kovačević i Neven Staničić.
18. studenoga 2019. općina Tivat organizirala je otkrivanje spomen-ploča posvećenih borcima i revolucionarima čije ime nose osnovne škole u Radovićima i Tivtu. U Tivtu je otkrivena spomen-ploča Dragu Miloviću, čije ime desetljećima nosi osnovna škola u Tivtu. Za 26. studenoga najavljeno je postavljanje spomen-ploče Anta Staničiću, dječjem piscu, autoru “Malog pirata”, na zidu kuće gdje je pisac rođen.
Zaštitnik grada je sv. Antun Padovanski.

## Jezici
- srpski - 8 916 (65,41 %)
- crnogorski - 2 420 (17,75 %)
- hrvatski - 1 144 (8,39%)
- ostali i nepoznato - 1 150 (8,45 %)

## Promet
- Zračna luka Tivat

## Šport
Košarka je danas daleko najpopularniji šport u Tivtu.
Klubovi koji djeluju su:
- Košarkaški klub Teodo
- Nogometni klub "Arsenal"
- Vaterpolo klub "Arsenal"
- Vaterpolo klub "Neptun"
- Rukometni klub Partizan 1949 (bivša Boka)
- Na području tivatske općine osobito je popularno boćanje. Djeluje čak osam boćarskih klubova: Boćarski klub Brđanin, Boćarski klub Kalimanjac, Boćarski klub Palma (Donja Lastva), Boćarski klub Mladost, Boćarski klub Češljar, Boćarski klub Budućnost, Boćarski klub Vrmac, Boćarski klub Napredak.
- Jedriličarski klub Delfin.
- Jedriličarska regata klase "krstaš", u organizaciji Luštica Bay i Jedriličarskog kluba Delfin u akvatoriju zaljeva Trašte i Rosa od marine Luštica Bay do otoka Lastavica i nazad.[15]

## Poznate osobe
- Marko Franović, hrvatski poduzetnik, aktivist i dobrotvor
- Branko Sokač, hrvatski geolog i akademik
- Vjekoslav Pasković, crnogorski vaterpolist
- Štefica Petrušić, operna pjevačica
- Anto Staničić, crnogorski dječji pisac
- Anton Pean, crnogorski slikar
- Miljenko Sindik, crnogorski slikar
- Maja Perfiljeva, tekstopisac

### Članci
- Dragić, Marko. 2018. Štovanje sv. Antuna Padovanskoga u hrvatskoj crkveno-pučkoj baštini. Ethnologica Dalmatica. Etnografski muzej Split. Split. 25: 37–66
- Vidović, Domagoj. 2020. Pogled u tivatsku toponimiju. Studia lexicographica. Leksikografski zavod Miroslav Krleža. Zagreb. 14 (26): 65–89

## Vanjske poveznice
- Turistička organizacija Tivat
- Tivat  Arhivirana inačica izvorne stranice od 29. rujna 2007. (Wayback Machine)